# Dimítrios Rodokanákis
Dimítrios Rodokanákis, en grec moderne : Δημήτριος Ῥοδοκανάκης, (3 décembre 1840 - 2 septembre 1902), est un marchand et faussaire grec basé à Londres. Il est le dernier grand prétendant au trône d'empereur byzantin, affirmant être un prince descendant directement de la dynastie des Paléologue de l'Empire byzantin, à partir des années 1860, puis l'empereur légitime de Constantinople, sous le nom de Dimítrios II Doúkas Angelos Komnenos Palaiologue Rodokanákis, de 1895 à sa mort. Bien qu'il ait perdu tout soutien après 1895, ses revendications d'ascendance byzantine ayant été démasquées comme étant des falsifications, Dimítrios a été à un moment donné largement reconnu comme un prince byzantin, obtenant la reconnaissance non seulement du ministère britannique des Affaires étrangères, mais aussi du pape Pie IX. 
La revendication de Dimítrios à représenter la royauté byzantine repose sur un prétendu lien entre la famille Rodokanákis et l'ancienne famille byzantine Doukas, ainsi que sur le fait que l'un de ses supposés ancêtres, également nommé Dimítrios Rodokanákis, avait épousé une fille de Théodore Paléologue (en), un possible descendant des empereurs Paléologue. Dimítrios Rodokanákis  maintient ses prétentions même après avoir été largement discrédité et parvient même à faire reconnaître ses droits. Son acte de mariage de 1895 et son acte de décès de 1902 le désignent tous deux comme un prince byzantin. Outre ses prétentions, Dimítrios  est également connu comme un bibliophile ainsi que comme une figure importante de l'histoire de la franc-maçonnerie en Grèce. 

## Biographie

### Jeunesse

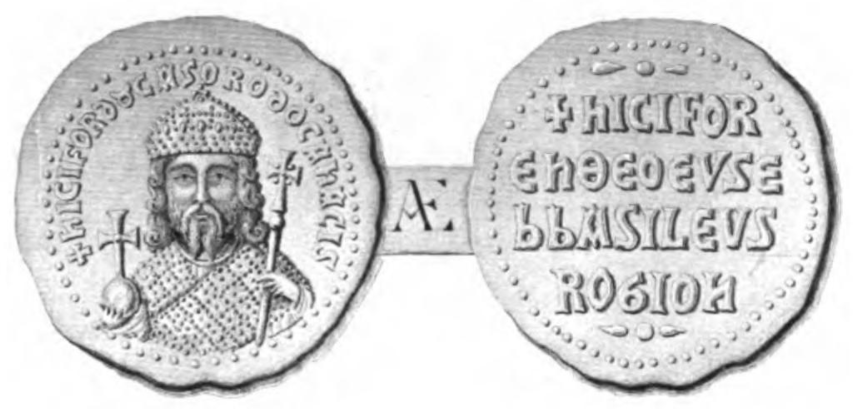
Dessin de 1870 d'une pièce de monnaie du personnage inventé "Nikephoros Doúkas Rodokanákis", qui aurait régné comme basileus de Rhodes. (914-929) et qui, selon Dimítrios, aurait fondé la famille Rodokanákis.

Dimítrios Rodokanákis est né à Ermoúpoli sur l'île grecque de Syros le 3 décembre 1840. Il est le fils de Ioannis Rodokanákis (né le 23 mai 1812), un commerçant, et d'Arieta Koressi,. Leur famille est réputée avoir été relativement riche et faisait partie de l'élite socio-économique d'Ermoúpoli. Avant de commencer ses revendications et ses prétentions dans les années 1860, Demetrius change son nom en Dimítrios Rodokanákis.
Dans le cadre de ses prétentions ultérieures, Dimítrios Rodokanákis prétend que sa famille descend de la famille Doúkas, une importante famille noble byzantine qui a produit une dynastie d'empereurs qui a régné sur l'empire de 1059 à 1078,. La famille Rodokanákis est censée descendre d'une branche ancienne des Doúkas qui gouvernait l'île de Rhodes. Cette lignée aurait été fondée par un certain Nikephoros Doukas, au Xe siècle, récompensé par l'île et le titre de basileus de l'île de Rhodes par les régents de l'empereur Constantin VII Porphyrogénète (r. 913-959) en échange de ne pas prendre Constantinople par la force et de ne pas se faire empereur.
La révolte de Nikephoros aurait eu lieu dans le sillage direct de l'usurpation manquée de Constantin Doúkas en 913, un événement historique réel. Selon les écrits de Dimítrios Rodokanákis, Nikephoros et Constantin étaient frères. Selon lui, son nom de famille est né comme un nom de famille supplémentaire utilisé par Nikephoros Doúkas par la suite, dérivé de Rhodoc (Rhodes) et Anaks (roi).
Dimítrios Rodokanákisa étudie l'histoire littéraire et la théologie à Athènes avant de fréquenter les universités de Londres, Oxford et Heidelberg, où il étudie la théologie et la philosophie. Après ses études, Dimítrios est attiré par l'Angleterre, s'installant à Manchester en 1860. En 1864, il devient citoyen britannique. En 1862, Dimítrios et son frère Theodore fondent une société commerciale, Rhodokanachi Brothers, initialement basée à Manchester, puis déplacée à Londres,. Cette société fait faillite en 1874 ou 1875. Par la suite, Dimítrios travaille seul en tant que marchand, opérant à partir de Ethelburga House sur Bishopsgate Street à Londres. Dans les contextes commerciaux et marchands, Dimítrios Rodokanákis continue à écrire son nom en tant que Rhodokanachi, tandis que la version latinisée Rhodocanakis est utilisée dans tout contexte où il prétend être un prince.

### Prétentions

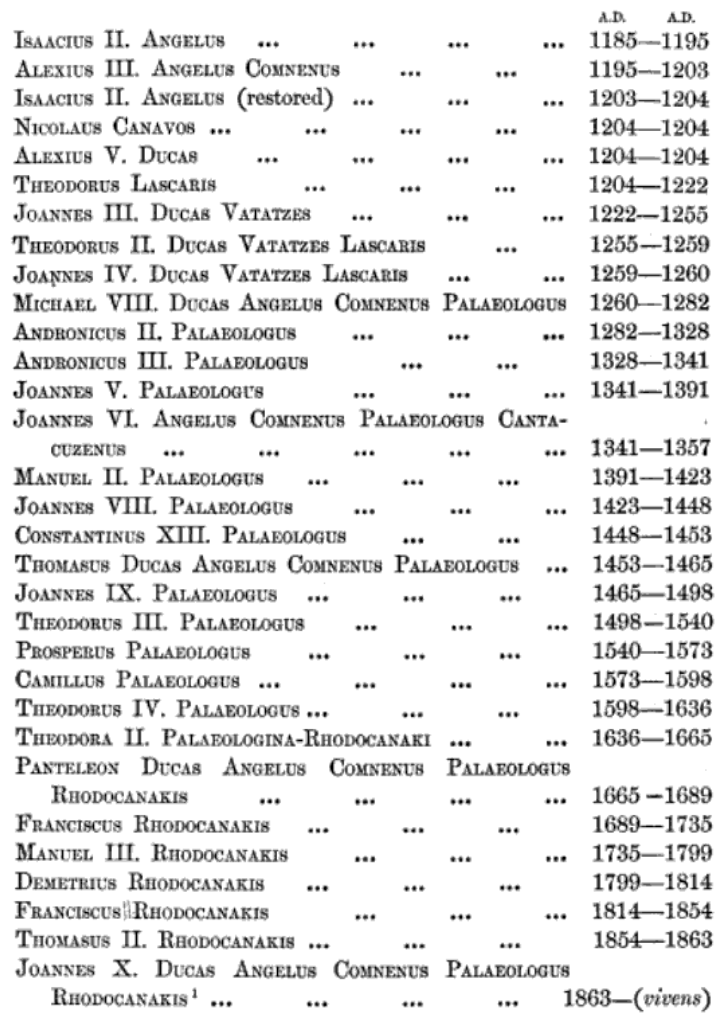
Liste de 1870 par Dimítrios Rodokanákis des empereurs byzantins régnants puis titulaires de la fin du XIIe siècle au XIXe siècle, se terminant par son père Ioannis.

Dans les années 1860, Dimítrios forgé une généalogie qui le relie à la dynastie des Paléologue, la dernière dynastie régnante de l'Empire byzantin. En 1867, il parvient à convaincre les autorités britanniques de ses prétentions et obtient un passeport au nom de « Son Altesse Impériale le Prince Dimítrios Rodokanákis ». Les revendications de Rodokanákis sont rassemblées et publiées par lui, en 1870, à Londres, sous le titre The Imperial Constantinian Order of Saint George : a review of modern impostures and a sketch of its true history, littéralement en français : L'ordre impérial constantinien de Saint-Georges : revue des impostures modernes et esquisse de sa véritable histoire. Cet ouvrage est suivi, en 1883, d'un essai non signé, I principi Rhodocánakis di Chio e l'imperiale Ordine Costantiniano (Les princes Rodokanákis de Chios et l'ordre impérial constantinien). En tant que prétendant, Rodokanákis réside principalement à l'hôtel Clarendon sur New Bond Street à Londres, bien que son commerce sur Bishopsgate Street continue également à fonctionner. En 1871, les revendications de Rodokanákis sont reconnues par la papauté après une audience avec le pape Pie IX,.
Dimítrios prétend que sa famille descend de Théodore Paléologue (en) (c. 1560-1636), qui aurait pu être un membre de l'ancienne dynastie ayant survécu tardivement, par le biais d'un mariage non attesté entre Theodore et une certaine Eudoxia Comnena (un personnage inventé) sur l'île de Chios, le 6 juillet 1593. Selon la généalogie, Eudoxia est morte en couches trois ans plus tard, donnant naissance à une fille, Théodora Paléologue. En 1614, Théodora aurait épousé le « Prince Demetrius Rodokanákis » à Naples, dont descendrait la famille Rodokanákis. Parmi les jeunes enfants de Théodora figurait prétendument Constantin Rodokanákis (1635-1687), un personnage historique réel, dont Dimítrios a prétendu plus tard qu'il était son parent. À l'époque de ses faux, Dimítrios prétendait que son père Ioannes (ou « Joannes X Ducas Angelus Comnenus Palaeologus Rhodocanakis »), était l'empereur titulaire de l'Empire byzantin. Alors que Dimítrios rendait ses faux publics, Ioannes continuait à être actif en Grèce et en Méditerranée en tant que marchand.

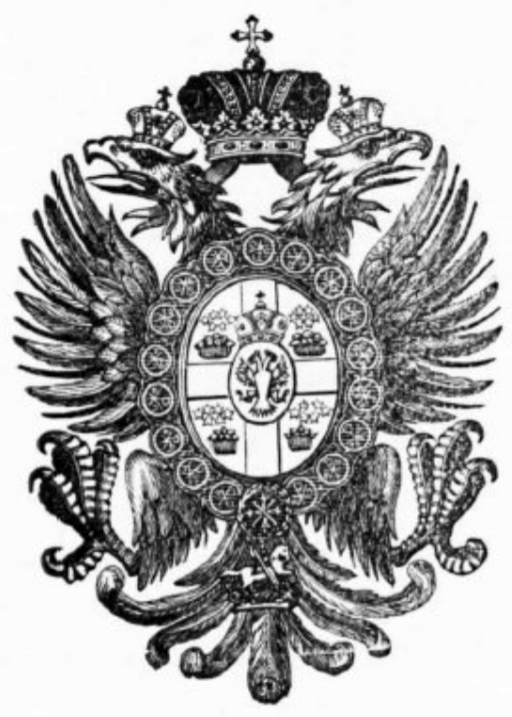
Les armoiries autoproclamées de Dimítrios.

Dimítrios affirme également que son père est le Grand Maître légitime de l'ordre sacré et militaire constantinien de Saint-Georges, un ordre chevaleresque fondé au XVIe siècle par la famille Angelo Flavio Comneno (en) (qui revendiquait des liens avec la dynastie byzantine des Ange), mais qui prétendait avoir été fondé au IVe siècle  par Constantin le Grand. Dimítrios  accepte l'origine légendaire et inventée de l'ordre, mais pas les revendications généalogiques de la famille Angelo Flavio Comneno, et les rejette en tant que prétendants et imposteurs italiens, affirmant que sa lignée, censée dériver des empereurs Paléologue, représente la véritable lignée des grands maîtres. La tentative de Dimítrios de revendiquer l'ordre constantinien pour sa propre famille, est la dernière d'une longue série de prétentions à l'ordre. Comme Angelo Flavio Comneno avait conçu l'ordre pour qu'il fonctionne selon le principe de la succession héréditaire, et qu'il prétendait en être le grand maître légitime en tant que descendant des empereurs byzantins, plusieurs faussaires et princes autoproclamés qui revendiquaient de manière douteuse une ascendance byzantine ont parfois revendiqué l'ordre depuis sa fondation. Dimítrios  est le dernier faussaire et prétendant byzantin sérieux jusqu'à l'explosion des faussaires byzantins à la fin du XXe siècle. Dans son livre de 1870, Dimítrios accuse la papauté d'avoir statué contre ses propres ancêtres en faveur de la famille Angelo Flavio Comneno, qui avait été papalement reconnue comme descendante byzantine, en 1545.
Dimítrios n'a pas réussi à convaincre tous ses contemporains et des doutes ont été émis en 1872, lorsqu'une biographie qu'il a publiée sur Constantin Rhodocanakis comprend un portrait de Constantin qui est en fait un portrait de l'auteur lui-même, habillé d'un costume. En 1895, Émile Legrand, helléniste et byzantinologue français réputé, accuse Dimítrios d'avoir inventé un des livres qu'il a cités dans son ouvrage de 1870, Historia Genealogica dell'Antichissima et Augustissima Casa Duca-Angelo-Comnena-Paleologa-Rhodocanakis, prétendument publié en 1650 mais en réalité inexistant. Bien que Legrand ait correctement démenti les affirmations de Dimítrios, ce dernier a déjà obtenu en 1895 la reconnaissance de plusieurs parties importantes, notamment la papauté et le Foreign Office britannique. La généalogie de Dimítrios est complètement discréditée au début du XXe siècle.

### Famille et vie ultérieure
Ioannes, le père de Dimítrios , meurt en février 1895. Après la mort de son père, Dimítrios  se présente comme « Dimítrios II Dukas Angelos Komnenos Palaiologos Rhodokanakis, quinzième empereur titulaire de Constantinople ». Dimítrios ne se laisse pas décourager par les accusations portées contre lui par Legrand, en 1895, et maintient ses prétentions jusqu'à sa mort.
En plus d'être un prétendant, Dimítrios est également un franc-maçon actif et une figure importante dans le développement de la franc-maçonnerie en Grèce. Il est le fondateur du rite écossais de la franc-maçonnerie en Grèce. En 1868, Mikes Rhodocanakis, un cousin de Dimítrios et un franc-maçon actif en Grèce, contacte Dimítrios  pour lui offrir le poste de Grand Maître. Mikes et ses collègues francs-maçons sont surpris lorsqu'ils découvrent que Dimítrios n'est à l'époque ni franc-maçon ni intéressé par la proposition, bien qu'il ait changé d'avis à un moment donné et ait accepté. Le 18 octobre 1869, Dimítrios est initié, adopté et élevé à la loge n° 48 St. Andrew à Édimbourg. Par la suite, Dimítrios est rapidement élevé en grade et reçoit peu après un mandat pour établir un Conseil Suprême  en Grèce. Le 14 septembre 1871, Dimítrios part pour la Grèce et arrive à Athènes le 20 octobre après avoir traversé la France et l'Italie. Le nouveau  Conseil Suprême est établi le 12 juillet 1872, avec Dimítrios comme Grand Maître. Après son élection, Dimítrios passe un certain temps à voyager à travers la Grèce, visitant diverses loges pour aplanir les frictions et inviter des délégués au Conseil.
Dimítrios a été marié deux fois. Le premier mariage a lieu le 24 décembre 1881 dans un village près d'Athènes. Dimítrios, âgé de 41 ans, épous Despina Kanaris, âgée de 18 ans seulement. Kanaris lui donne deux enfants : la fille Arieta et le fils Ioannes, qui est mort en bas âge. Le couple divorce ensuite pour des raisons non précisées. Le 16 juin 1895, Dimítrios épouse sa seconde femme, Euthymia Samothrakis, à Ermoúpoli sur l'île de Syros. L'insistance de Dimítrios pour que l'acte de mariage porte son titre impérial entraîne une longue procédure judiciaire auprès de la Cour d'appel d'Athènes qui, le 27 décembre 1895, se prononce enfin en sa faveur,.
Dimítrios est mort à Ermoúpoli, le 2 septembre 1902. Son acte de décès le désigne comme le « Prince Dimítrios Johannes Rodokanákis ». Outre le fait qu'il est resté dans les mémoires comme un imposteur et un faussaire, Rodokanákis a également été cité dans des ouvrages ultérieurs comme un bibliophile, possédant une grande bibliothèque personnelle, qu'il prétendait être composée de dizaines de milliers de volumes, mais qui n'en comptait en réalité qu'un peu moins de deux mille.